# Bujoi, Argeș
Bujoi este un sat în comuna Bogați din județul Argeș, Muntenia, România.